# Hister aheneus
Hister aheneus är en skalbaggsart som beskrevs av Cooman 1938. Hister aheneus ingår i släktet Hister och familjen stumpbaggar. Inga underarter finns listade i Catalogue of Life.